# Edgar Palma Lau
Edgar Palma Lau conocido también como Chicho o Comandante Pascual, (14 de junio de 1947-20 de enero de 1982) fue un abogado, activista y guerrillero guatemalteco destacado por su participación en la lucha y participación en la lucha armada en década de 1970, destacando en ser uno de los fundadores de la Organización del Pueblo en Armas y años después del Movimiento Revolucionario del Pueblo-Ixim (MRP-Ixim). Su vida y legado han sido objeto de estudio y reflexión en diversos espacios académicos en torno al movimiento estudiantil durante el conflicto interno en Guatemala.

## Biografía
Edgar Palma Lau nació nacido en Quiriguá, Los Amantes, Izabal el 14 de junio de 1947, pero mudándose a temprana edad a Agua Blanca, Jutiapa. Cursó estudios de Derecho en la Universidad de San Carlos y comenzó a ser reconocido en el ámbito estudiantil por su desempeñó el cargo de secretario general de la Asociación de Estudiantes Universitarios (AEU) y se involucró activamente en movimientos sociales y políticos en su juventud. En ese momento, Palma Lau era miembro fundador del Movimiento Revolucionario del Pueblo Ixim (MRP-Ixim) el cual había escindido del Frente Regional de Occidente de las FAR debido a tensiones y diferencias ideológicas, saliendo a la luz en 1982, después de llevar al menos seis años en la clandestinidad, adoptando al principio el nombre de "Nuestro Movimiento".

Emblema del Movimiento Revolucionario Ixim

El MRP-Ixim a diferencia de otras guerrillas tuvo una actuación más discreta, buscando representar a la población maya que estaba bajo acoso de las autoridades en ese entonces. Uno de los pocos golpes realizado por la organización fue el secuestro de Xiomara Suazo hija del entonces presidente hondureño Roberto Suazo Córdova, ocurrido el 15 de diciembre de 1982 en la Ciudad de Guatemala. La guerrilla se adjudicó este acto en un comunicado donde demandan el fin del a injerencia estadounidense en la región, dejándola en libertad tres días después. Desde la muerte de Palma Lau, el movimiento quedó aislado y atomizado, llegando a tener escaramuzas entre miembros de otras guerrillas. El grupo fue desarticulado después de un operativo donde participaron más de 300 miembros ejército guatemalteco y elementos policiales del Batallón de Reacción de Operaciones Especiales, dos tanques y dos helicópteros artillados, atacando una casa de seguridad del (MRP-Ixim), ubicada en la zona 2 de la capital guatemalteca. Después de tres horas de un fuerte enfrentamiento fueron abatidos Carlos Enrique Rodríguez Agreda (Comandante Efraín), “Pancho”, alias “Carmencita” y un guerrillero muertos, así como la hija de alias Efraín, desconociendo el saldo por parte de las fuerzas de seguridad.

### Muerte
El 20 de enero de 1982, Edgar Palma Lau murió en un enfrentamiento con el ejército guatemalteco, cuando fue sorprendido en una casa de la Colonia Utatlán, zona 7 de la Ciudad de Guatemala. Su muerte fue un golpe en los movimientos sociales en el país, comparando su perdida con la de Rogelia Cruz Martínez ocurrida en enero de 1968, teniendo como consecuencia indirecta el aislamiento y la atomización del MRP-Ixim.